# Obriere
Viene chiamato Obriere (in sassarese lu paraju o ubreri, in sardo campidanese su obreri) il massimo rappresentante di un gremio, ovvero delle corporazione di arti e mestieri della Sardegna, ovvero il presidente di un comitato per i festeggiamenti religiosi.

## Sassari
A Sassari la figura dell'Obriere è storicamente legata alla secolare tradizione della Faradda e dei Gremi.
In particolare i Gremi Sassaresi contemplano, nella maggior parte dei casi, la presenza di tre Obrieri, i quali rappresentano, in sostanza le tre cariche di spicco della Corporazione, con il compito di esserne guida e rappresentanza. Le cariche di Obriere sono annuali, consecutive fra di loro, e vengono rinnovate il giorno della festa patronale di ogni Gremio (eccezion fatta per i Massai) tramite il sigillo imposto dal rito dell'Intregu, lo scambio della Bandiera del Gremio al termine della messa.
Si possono dunque distinguere tre distinte figure di Obriere:
- Obriere Maggiore: Massima carica sociale del Gremio, è il principale rappresentante dello stesso all'esterno ed una guida all'interno. Ha il compito e l'onore di portare la Bandiera del Gremio in tutte le occasioni ufficiali.
- Obriere di Candeliere: Coadiuva l'Obriere Maggiore nella gestione del Gremio. Ha come compito principale l'organizzazione della Discesa dei Candelieri, nella cui giornata diviene di fatto guida del Gremio tramite il trasporto della Bandiera piccola. L'anno successivo diviene Obriere Maggiore.
- Obriere di Cappella: ha come compito l'organizzazione e la cura della Cappella sede del Gremio. L'anno successivo diviene Obriere di Candeliere.

Gli Obrieri, nei secoli, dopo la perdita del carattere lavorativo delle corporazioni, hanno perso il ruolo di guida sociale del Gremio, divenendo di fatto dei rappresentanti dello stesso a livello civile, nonché leader dal punto di vista religioso.

## Iglesias
A Iglesias, oggigiorno, sono denominati "obrieri" coloro che ricoprono specifici ruoli all'interno della Festa di Sancta Maria di mezo gosto. Secondo un recente studio, il vocabolo deriva dal termine in uso a Pisa (e riportato dal Breve di Villa di Chiesa, il più antico documento custodito a Iglesias, la cui copia risale a una data compresa tra il 1324 e il 1327 ), Operario, che in catalano diventa Obrer e in spagnolo Obrero. 
A Iglesias esistono varie declinazioni del ruolo degli obrieri. Ciascun candeliere, recato in processione il 15 agosto di ogni anno, è coordinato da due Obrieri Minori, che hanno il compito di organizzare la vita sociale di ciascun gremio, nonché di formare la squadra dei portatori del candeliere. Vi sono poi gli Obrieri Maggiori, che sono coloro che fanno parte del Direttivo dell'Associazione dei Candelieri: costoro curano tutte le fasi della festa.